# 大盜龍屬
大盜龍（意為「巨大的盜賊」）又名大猛龍，是獸腳亞目大盜龍類的一屬肉食性恐龍，生存於白堊紀晚期土侖階至科尼亞克階，化石發現於阿根廷巴塔哥尼亞的波特佐羅組。最早被誤認為是類似馳龍科的巨型虛骨龍類，其後被歸類至異特龍超科的新獵龍科，但近期的研究較支持將大盜龍歸類在基礎暴龍超科或基礎虛骨龍類。模式種兼唯一種是槊爪大盜龍（Megaraptor namunhuaiquii）。

## 發現

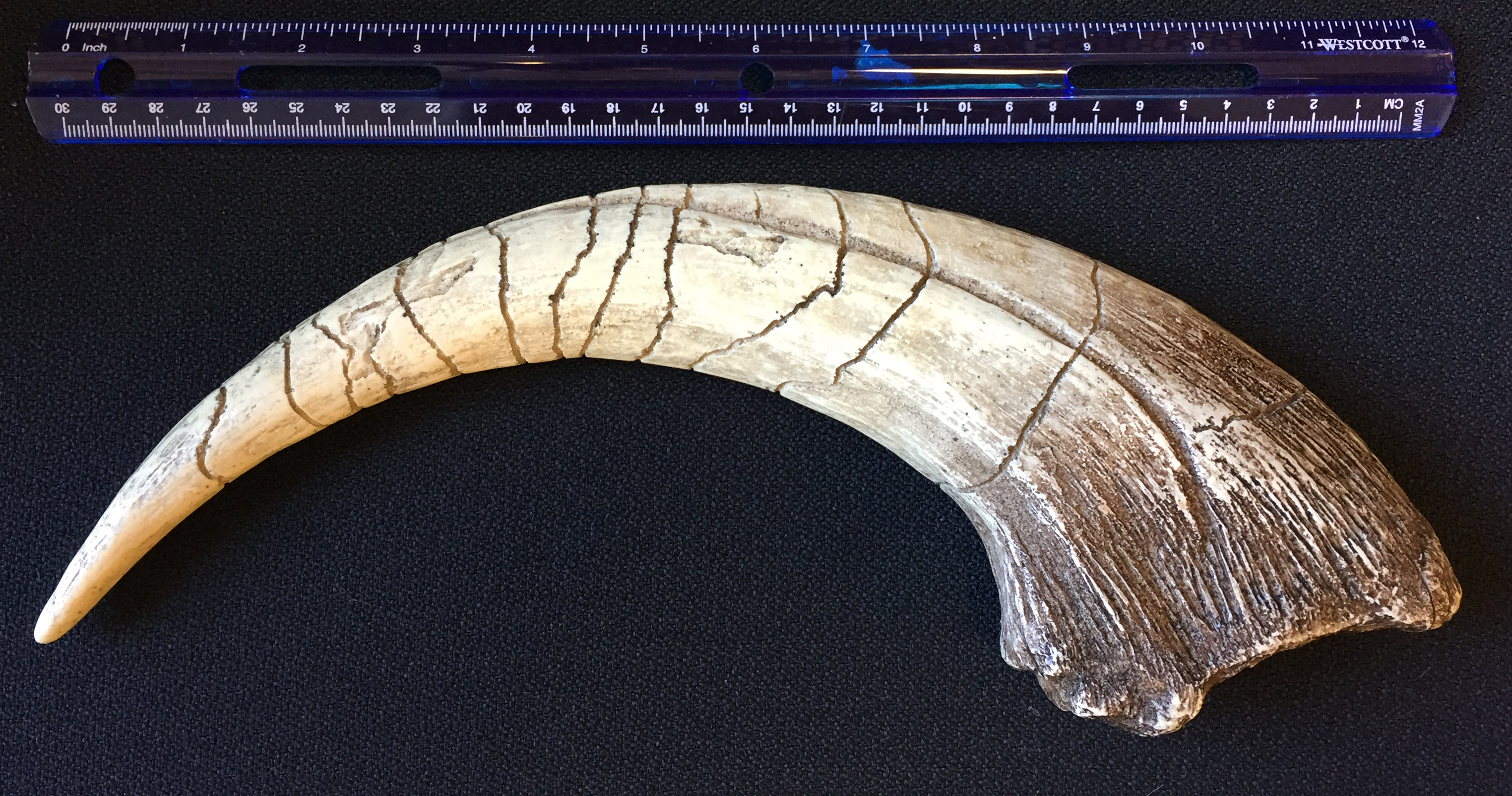
指爪及比例尺

大盜龍化石在1996年首次发现，并由費爾南多·諾瓦斯於1998年敘述，一開始被描述成一種大型、可能屬於馳龍科的肉食性恐龍。因為初始材料（正模標本）只包含單一根指爪，長約30公分，外形與馳龍科的鐮刀狀趾爪非常相似，其餘遺骸則十分零碎而難以鑑定（但確認是同一個體）。後來發現了一個大盜龍的完整前肢，顯示這個巨大趾爪其實是來自手部，更準確得說是第一手指的指爪。属名取自古希腊语megas（巨大的）和拉丁语raptor（盗贼，通常用于命名驰龙科物种）；种名namunhuaiquii取自马普切语namun（脚）和huaiqui（长矛），反映了叙述者对化石的错误鉴别。遺骸來自阿根廷內烏肯省巴雷萊斯湖北岸內烏肯群的波特佐羅組。第二具標本MUCPv-341包含前部頸椎、肩胛骨、鳥喙骨、尺骨、橈骨、一隻完整的手、恥骨、兩個尾椎及一個脈弓、還有第四蹠骨。

## 敘述

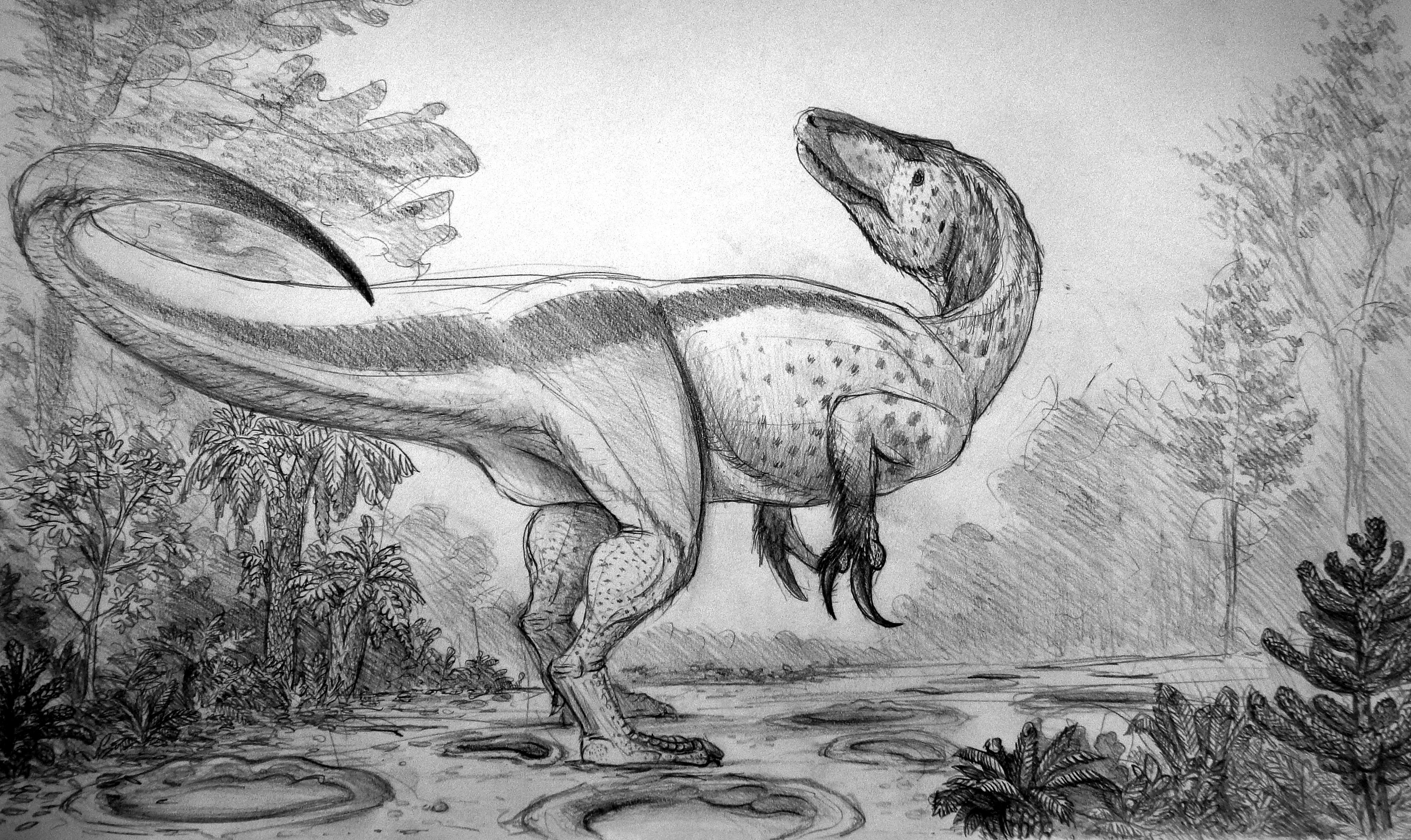
生活復原圖

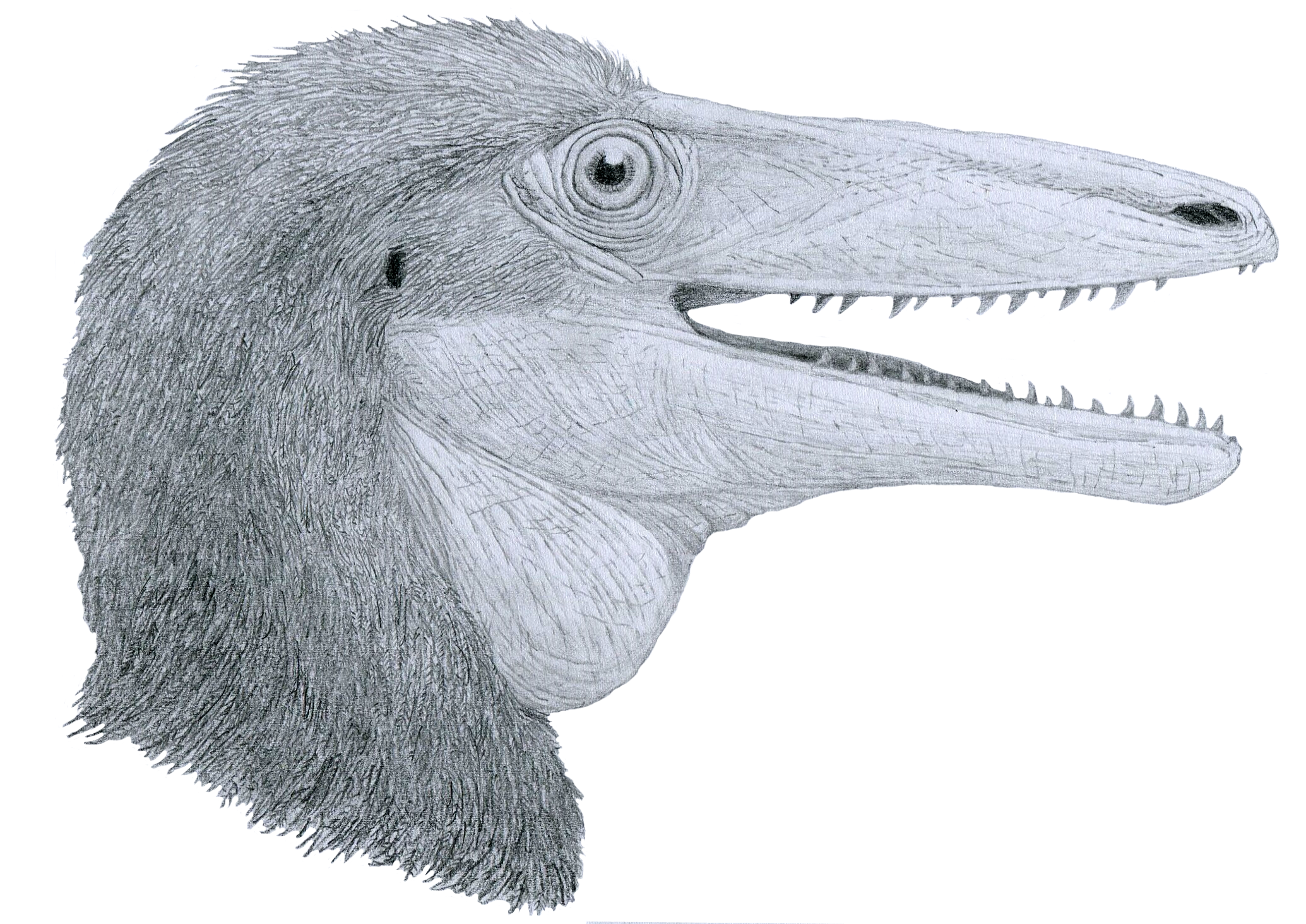
根據青少年標本重建的大盜龍面部

大盜龍是種身長約8至9公尺的大型獸腳類，身體結構健壯，最明顯的特徵是手部鐮刀狀、長42公分的第一指爪。2010年葛瑞格利·保羅估計大盜龍身長8公尺及重1噸。

## 分類
大盜龍的手部與其他基礎堅尾龍類有相當的不同，所以起初並不確定大盜龍屬於異特龍科、鯊齒龍科、棘龍超科亦或是其他類群。
2001年日本的福井盜龍、2008年及2009年陸續發表的巴塔哥尼亞的氣腔龍、齒河盜龍、以及澳洲的南方獵龍，都被認為是大盜龍的近親，並可能都具有同樣的大指爪，牠們更多樣性的化石有助於釐清大盜龍的分類關係。這些物種共同組成大盜龍類演化支，相關研究指出大盜龍是一類高度進階、身軀輕盈的異特龍超科，與新獵龍科、鯊齒龍類有關連，藉由類似虛骨龍類的趨同演化倖存至白堊紀的晚期。

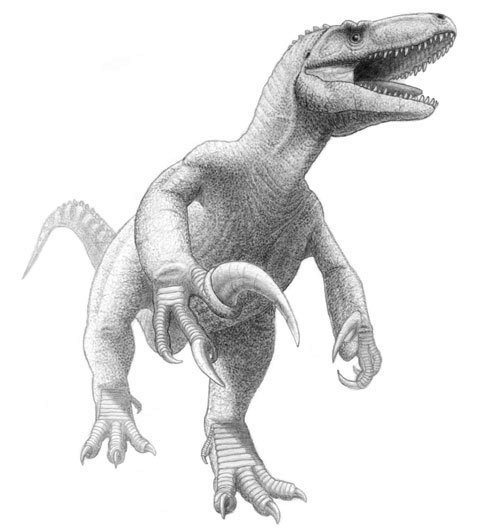
舊式大盗龙的复原圖，可见其上臂的巨型指爪，但搭載錯誤的異特龍類狀頭部

近期的研究則傾向支持大盜龍及其近親是基礎虛骨龍類或暴龍超科而非異特龍類。一份青少年大盜龍的頭骨標本與基礎暴龍超科的相似性支持此一理論。而新的瓜里丘龍的發現，則質疑大盜龍類與暴龍超科的關聯性，並提出屬於另一支基礎虛骨龍類或異特龍超科成為並系群的理論。
值得注意的是，當棘龍科的重爪龍首次被發現並公佈時，因為牠們手部的巨大指爪，也曾被誤認為是馳龍科恐龍。新獵龍科的吉蘭泰龍，也曾經因為大型指爪，而一度被歸類於棘龍科。
以下大盜龍類演化樹取自Porfiri等人（2014）：
|  | 福井盜龍 Fukuiraptor |
|  |                      |

|  | 南方獵龍 Australovenator |
|  |                          |
|  | 氣腔龍 Aerosteon         |
|  |                          |
|  | 齒河盜龍 Orkoraptor      |
|  |                          |
|  | 始暴龍 Eotyrannus        |
|  |                          |
|  | 大盜龍 Megaraptor        |
|  |                          |

|  | 福井盜龍 Fukuiraptor |
|  |                      |

|  | 南方獵龍 Australovenator |
|  |                          |
|  | 氣腔龍 Aerosteon         |
|  |                          |
|  | 齒河盜龍 Orkoraptor      |
|  |                          |
|  | 始暴龍 Eotyrannus        |
|  |                          |
|  | 大盜龍 Megaraptor        |
|  |                          |